# Universal Music Strategic Marketing
UMSM ou USM, pour Universal Music Strategic Marketing, est un label discographique allemand, filiale de Universal Music Group.